# M50 Ontos
106-мм самохідна багатоствольна протитанкова установка M50 «Онтос» (англ. Rifle, Multiple 106 mm, Self-propelled, M50 "Ontos") — авіадесантна, неброньована самохідна артилерійська установка /винищувач танків виробництва США. Установка створювалась на початку 50-х років і знаходилась у серійному виробництві всього 2 роки: з 1955 по 1957 роки. За цей час було випущено близько 300 машин і застосовувалися вони до 1969 року. За цей час M50 «Онтос» встигли взяти участь у війні у В'єтнамі, а також під час окупації Домініканської Республіки американською армією у ході третьої громадянської війни в країні. Через своє слабке бронювання і малу кількість винищувач танків застосовувався тільки з попередньо підготовлених позицій і тільки як артилерійська система підтримки піхоти.

## Історія
У 1951 році Корпус морської піхоти США висунув тактико-технічні вимоги на розробку для забезпечення протитанкових підрозділів морської піхоти нового легкого високомобільного аеротранспортабельного винищувача танків, який отримав первісне найменування Т165. Замовники обмежили загальну бойову масу бойової машини у діапазоні від 10 до 20 тонн. У жовтні 1951 року розпочалось будівництво перших 5 зразків машин, створених на проектній конструкції легкого танка M56 Scorpion, кожна з яких мала свій набір безвідкатних гармат як основне озброєння. Всі екземпляри були побудовані і випробувані, а в лютому 1953 року схвалено рішення на поставлення 24 дослідних зразків Т165, озброєних шістьма 106-мм безвідкатними гарматами з бензиновим 6-ти циліндровим двигуном, який мав широке розповсюдження на вантажних армійських автомобілях 1950-х років.
Випробування перших цих машин довели, що необхідні деякі доопрацювання по установці, системі керування вогнем і підвісці. Після незначної модернізації прототип САУ був названий Т165Е2. Після випробувань цих машин і нових модифікацій машина, нарешті, була прийнята на озброєння корпусу морської піхоти США і в 1955 році стандартизована як «нарізна, багатоствольна самохідна 106-мм система М50», але більш відома стала під ім'ям «Онтос».
12 серпня 1955 року компанія «Алліс Чалмерс» підписала контракт на виробництво 297 машин, будівництво яких було закінчене до листопада 1957. Пізніше було вирішено замінити оригінальний 145-сильний двигун внутрішнього згоряння фірми «Дженерал Моторс» на бензиновий двигун фірми «Крайслер», що мав потужність 180 к.с. (134 кВт). У червні 1963 року з метою підвищення маневреності техніки виробник отримав контракт на переобладнання 294 машин М50 на нову конфігурацію, відому як М50А1. Ця модифікація оснащувалась новим двигуном, гусеницями, пробіг бойової машини збільшився з 1 600-2 400 км до 4 540 км. У той же самий час у конструкцію та озброєння винищувача танків було внесено багато і менш значних змін і вдосконалень. М50 використовувався в Південному В'єтнамі і Домініканській Республіці, але в даний час вилучено з озброєння корпусу морської піхоти США без прямої заміни, хоча наземна автомобільна установка ПТРК «Toy» вирішує ті ж завдання.

## Будова

### Озброєння
M50 Ontos озброєна шістьма нарізними безвідкатними гарматами, розташованими в задній частині корпусу. Вони мають кут горизонтального наведення 40° праворуч та ліворуч, кут піднесення +20°, кут нахилу -10°, вертикальне і горизонтальне наведення здійснювалось вручну. Чотири верхні безвідкатних гармати мали 12,7-мм пристрілювальні кулемети М8С.
Стрільбою зі зброї керував навідник, розташований за водієм і двигуном. Спочатку гармата наводилась за допомогою оптичного прицілу, потім здійснювався постріл трасером з пристрілювальних кулеметних стволів, влучення в ціль визначалося по хмаринці диму, за якою навідник визначав правильність наведення на об'єкт. Часто, не дочекавшись попадання трасера в ціль, він відстрілював 106-мм снаряди. Одночасно стрільбу могли вести одна або кілька гармат, максимальна ефективна дальність стрільби становила близько 1 100 м, хоча максимальна дальність досягала більше за 7 000 м. 106-мм гармата взагалі призначалась для стрільби прямою наводкою, але екіпажі були навчені і використовували її також із закритих вогневих позицій по цілях, які не перебували в межах прямої видимості навідника.
Боєприпаси до гармат були унітарного типу і включали кумулятивні (HEAT) і кумулятивні трасуючі (НЕР-Т) снаряди. Повний боєкомплект одної артилерійської установки становив 18 пострілів для 106-мм гармат і 80 пострілів для пристрілювальних кулеметів. Додатково на даху встановлено 7,62-мм кулемет М1919А4 для самооборони.
106-мм безвідкатна гармата мала понад 3,4 метра в довжину і важила близько 130 кг кожна. Башті «Онтос» доводилося нести понад 770 кг на нерівному ґрунті. Навантаження на кріплення артилерійської установки змушувало екіпажі періодично вирівнювати гармати.
Дві з шести гармат легко знімались з самохідної артилерійської установки і в разі необхідності використовувались з наземної установки.

### Конструкція
Водій розміщувався попереду корпусу зліва, двигун знаходився праворуч від нього, а в кормовій частині розташовувалось дуже тісне бойове відділення, вхід до якого здійснювався через двоє дверей у кормовому листі. Двигун з'єднався з трансмісією «Аллісон» ХТ-90-2 (підрозділ корпорації «Дженерал Моторс»), що передавав обертання на провідні колеса переднього розташування.

### Бронювання
25-мм лобова броньована плита «Онтос» завширшки в 129 см утворювала передню частину корпусу машини й захищала водія і трансмісію від рівня землі до висоти в 70 см. Бічні листи, до яких кріпились елементи підвіски, утворювали бортові стінки бойового відділення відсіку трохи товщі 12,7 мм. Днище бойового відділення виготовлялось з броньованої сталі товщиною 6,5 мм. Решта броні корпусу була завтовшки в 12,7 мм. Передні кришки двигуна відливались з броньованої сталі й їхні жалюзі мали 10 мм смуги, виконані на внутрішній стороні кожної жалюзі з метою запобігання проникненню вогню стрілецької зброї в моторне відділення.

## Застосування
Вперше «Онтос» набула досвіду бойових дій через 10 років після прийняття її на озброєння. Це сталося при її використанні проти повстанців у Домініканській республіці у квітні 1965 року, коли невелика острівна країна в черговий раз поринула в громадянську війну й американці прибули на острів рятувати ситуацію. Друге бойове застосування сталось у В'єтнамі, де вона зіграла роль, яка не мала ніякого відношення до того, для чого спочатку призначався цей маленький швидкий винищувач танків.
Бойове застосування новітніх винищувачів танків M50 Ontos було досить обмеженим. Армія Північного В'єтнаму мала обмаль танків, тому зустрічі з ними не вимагали частого залучення спеціалізованої протитанкової зброї. Тому в основному «Онтос» використовувались як засоби артилерійської підтримки піхоти. Їх легка броня, аналогічна броні БТР M113, захищала від куль і малокаліберних снарядів, але легко пробивалася обстрілом з РПГ, тому в основному «Онтос» застосовувалися з підготовлених позицій. Їхній розмір дозволяв їм діяти в зонах де не могли діяти великі танки. Гусениці шириною в півметра дозволяли 9-тонному «Онтос» успішно просуватись на м'яких ґрунтах навколишніх рисових полів В'єтнаму. Часто вони використовувалися для знищення укріплених позицій. Спроможність техніки бути швидко розгорнутими і долати укріплені позиції противника та близьке знаходження до передової, значно знизили втрати піхоти.

## Відео
- M50 Ontos [Архівовано 29 вересня 2017 у Wayback Machine.]